# Марьяновский (посёлок)
Марьяновский — посёлок в Марьяновском районе Омской области России. Административный центр Грибановского сельского поселения.

## История
Основан в 1912 году. В 1920 г. на базе частновладельческих хозяйств Федорова, Подковырова, Кузнецова, был создан совхоз № 20 по выращиванию тонкорунных овец породы советский меринос. В 1928 г. совхоз № 20 Степной состоял из 28 хозяйств, основное население — русские. В составе Мариановского сельсовета Любинского района Омского округа Сибирского края. Позже совхоз был переименован в Овцевод.

## Население
| 2010 |
| ---- |
| 1108 |